# Associazione Librai Italiani
L'Associazione Librai Italiani (ALI) è l'associazione di categoria dei librai operanti in Italia. Nata nel 1946, è tra i soci fondatori di Confcommercio. Rappresenta più di 350 associati e 1.000 librerie attraverso le Confcommercio provinciali.
Dal 2012 promuove la manifestazione culturale BookCity Milano.